# Antistene di Rodi
Antistene di Rodi (in greco antico: Ἀντισθένης?, Antisthénēs; fl. seconda metà del II secolo a.C.) è stato un filosofo e storico greco antico.
Antistene viene citato dal suo contemporaneo Polibio come uomo politico di Rodi e autore di una storia dell'isola, andata perduta, di cui si servirà lo storico Zenone di Rodi nella compilazione dei suoi annali.
Aderì probabilmente alla filosofia peripatetica. Flegonte di Tralle, storico greco vissuto nell'età imperiale romana, riporta nella sua paradossografia dal titolo Sulle cose mirabili e i longevi alcuni racconti relativi ad Antistene. 
Allo storico di Rodi vennero attribuiti lo pseudoaristotelico Μαγικός e le Φιλοσόϕων διαδοχαί (Successioni dei filosofi) , una tra le varie opere dallo stesso titolo dove la storia della filosofia veniva trattata sulla base della successione degli scolarchi.